# USS Lamson (DD-18)
USS Lamson (DD–18) – amerykański niszczyciel typu Smith będący w służbie United States Navy w czasie I wojny światowej. Nazwa okrętu pochodziła od Roswella Hawksa Lamsona.
Stępkę okrętu położono 18 marca 1908 w stoczni William Cramp & Sons w Filadelfii. Zwodowano go 16 czerwca 1909, matką chrzestną była Henry S. Gore. Jednostka weszła do służby 10 lutego 1910, pierwszym dowódcą został Lieutenant Commander J. M. Ludy.
Niszczyciel został przydzielony do Eskadry Atlantyckiej (ang. Atlantic Squadron) i operował wzdłuż wschodniego wybrzeża USA i na Karaibach w latach 1910–1916 biorąc udział m.in. w ćwiczeniach torpedowych, manewrach floty i patrolach wybrzeża. 7 maja 1916 opuścił Key West i 2 dni później dotarł do Republiki Dominikany by wspierać amerykańskich marines wysłanych tam przez prezydenta Woodrow Wilsona by bronili amerykańskich interesów w czasie rewolucji w Dominikanie.
Wrócił do Key West w połowie czerwca. 28 czerwca popłynął do Veracruz, gdzie dołączył do innych amerykańskich okrętów na wodach meksykańskich, gdy w Meksyku trwały niepokoje związane z rewolucją. Po powrocie do Key West 11 lipca „Lamson” operował wzdłuż wschodniego wybrzeża USA i na Zatoce Meksykańskiej do czasu wejścia Stanów Zjednoczonych do I wojny światowej.
W czasie początkowych miesięcy wojny niszczyciel patrolował wybrzeże, a później został przygotowany do służby zamorskiej. Do Ponta Delgada na Azorach dotarł 26 lipca 1917 i pełnił służbę eskortową i patrolową przez następne 3 miesiące. „Lamson” opuścił Azory 6 października i rozpoczął pełnienie tej samej służby z Brestu we Francji. Ratował rozbitków ze statku „Finland” 28 października, gdy statek handlowy został storpedowany przez niemiecki okręt podwodny U-93.
Niszczyciel kontynuował służbę eskortową i patrolową przez resztę wojny zwalczając zagrożenie ze strony niemieckich U-Bootów. Po podpisaniu rozejmu „Lamson” opuścił Brest 11 grudnia 1918 i dotarł do Charleston 31 grudnia. Został wycofany ze służby 15 lipca 1919 i sprzedany 21 listopada 1919.